# Cyphometopis
Cyphometopis är ett släkte av tvåvingar. Cyphometopis ingår i familjen puckelflugor.
Kladogram enligt Catalogue of Life:
| Cyphometopis | \| \| Cyphometopis carinifrons \| \| \| \| \| \| Cyphometopis diversipennis \| \| \| \| \| \| Cyphometopis scutellaris \| \| \| \| |
|              | \| \| Cyphometopis carinifrons \| \| \| \| \| \| Cyphometopis diversipennis \| \| \| \| \| \| Cyphometopis scutellaris \| \| \| \| |
|              | Cyphometopis carinifrons |
|              | |
|              | Cyphometopis diversipennis |
|              | |
|              | Cyphometopis scutellaris |
|              | |